# (12163) Manilius
(12163) Manilius  es un asteroide perteneciente al cinturón de asteroides, descubierto el 30 de septiembre de 1973 por Cornelis Johannes van Houten e Ingrid van Houten-Groeneveld sobre placas tomadas por Tom Gehrels desde el Observatorio de Palomar, en Estados Unidos.

## Designación y nombre
Manilius se designó inicialmente como 3013 T-2.
Más adelante fue nombrado en honor al poeta y astrólogo  Marco Manilio (siglo I d. C.).

## Características orbitales
Manilius orbita a una distancia media del Sol de 2,6303 ua, pudiendo acercarse hasta 2,4462 ua y alejarse hasta 2,8143 ua. Tiene una excentricidad de 0,0699 y una inclinación orbital de 4,3841° grados. Emplea en completar una órbita alrededor del Sol 1558 días.

## Características físicas
Su magnitud absoluta es 14,2. Tiene 3,863 km de diámetro. Su albedo se estima en 0,271.